# Odyssey (Satellitennetz)
Odyssey war ein geplantes Medium-Earth-Orbit-Satellitennetz für mobile Telefonie und Datenübertragung. Kein Odyssey-Satellit wurde je gestartet.

## Die Firmen
Das Konsortium Odyssey Telecommunications International bestand aus dem US-amerikanischen Mischkonzern TRW, der kanadischen Telekommunikationsfirma Teleglobe und zehn weiteren Teilhabern. Firmensitz war Redondo Beach in den USA.
Im Januar 1995 erhielt Odyssey die FCC-Lizenz für Satellitenfunk. Das geplante Satellitennetz befand sich in direkter Konkurrenz zum etablierten Anbieter Inmarsat, sowie zu weiteren geplanten Netzen wie Iridium, Globalstar, ICO und Ellipso.

## Das Netz
Das Netz sollte aus zwölf aktiven Satelliten bestehen, die die Erde in drei Bahnebenen in einer Höhe von 10.350 km mit einer Bahnneigung von 50° umkreisen sollten. Jeder Satellit sollte 37 Zellen mit einem Durchmesser von je 1100 km ausleuchten. Das Diagramm der 1,6-m-Parabolantenne war dabei statisch, so dass sich der Satellit in der Umlaufbahn entsprechend drehen musste, um die Ausleuchtungszone konstant zu halten. Es war jedoch geplant, dass die Leistung auf die Zellen unterschiedlich verteilt werden sollte. Die Sendefrequenz sollte 2,4 GHz betragen.

Theoretische Netzabdeckung von Odyssey

Durch die Wahl der Satellitenbahnen könnte eine optimale Netzabdeckung erreicht werden. Theoretisch wäre die Kommunikation mit Odyssey von jedem Standort auf der Erdoberfläche jederzeit möglich, wenn klare Sicht zum Himmel in alle Richtungen ab einem Höhenwinkel von 21° besteht. Selbst das Telefonieren aus tiefen Schluchten oder Bergtälern wäre mit Odyssey möglich, was mit heute in Betrieb stehenden Satellitentelefonsystemen (z. B. Iridium, Globalstar) praktisch unmöglich ist. Odyssey würde auch eine Kommunikation in den polaren Regionen ermöglichen. Die Abdeckung der beiden Polkappen wäre durch die relativ hohen Satellitenbahnen gewährleistet.
Neben den zwölf aktiven Satelliten sollten zwei weitere als Reserveexemplare am Boden bereitgehalten werden. Als Gewicht wurden 1200 kg angenommen. Die Energieversorgung sollte über Solarzellen mit 4600 W Leistung erfolgen.
Die Handgeräte sollten mit 0,5 W auf 1,6 GHz senden. Als Übertragungsverfahren war CDMA geplant. Prototypen der Handgeräte sollten von Mitsubishi Electric und Nortel gefertigt werden. Die Sprachübertragung sollte digital mit einer Datenrate von 4,8 kbit/s erfolgen. Die Verbindung zwischen Satellit und Bodenstation sollte im Ka-Band (27–40 GHz) erfolgen. Es waren sieben Bodenstationen mit je vier 5-m-Parabolantennen geplant, die die Telefonaten in das öffentliche Telefonnetz vermitteln sollten.

## Entwicklung, Finanzierung und Einstellung
Die ersten Planungen gingen 1995 von einem Investitionsvolumen von 3,4 Milliarden US-Dollar aus, wobei damals 15 Satelliten im MEO und vier in geosynchroner Umlaufbahn geplant waren.
Im Januar 1996 vergab Odyssey an TRW einen Auftrag mit einem Volumen von 2,28 Milliarden US-Dollar über den Bau von 14 Satelliten und sieben Bodenstationen. TRW sollte dabei das Netz errichten und betreiben sowie die Verantwortung für Entwicklung der Handgeräte übernehmen. Der Start des Netzes war für 1998 mit sechs Satelliten und für 1999 mit dem kompletten Netz geplant.
Die Firma Odyssey kam jedoch in finanzielle Schwierigkeiten, außerdem gab es Patentprobleme mit dem Konkurrenten ICO. 1998 wurde das Unternehmen aufgelöst, TRW engagierte sich daraufhin bei ICO.
Die von Odyssey reservierten Vorwahlen +881 2 und +881 3 wurden 2000 von der ITU an Ellipso zugeteilt.